# Heidekant
Heidekant is een buurtschap in de Nederlandse gemeente Doetinchem, gelegen in de provincie Gelderland. Het ligt ten zuiden van Wehl.